# Pressão atmosférica

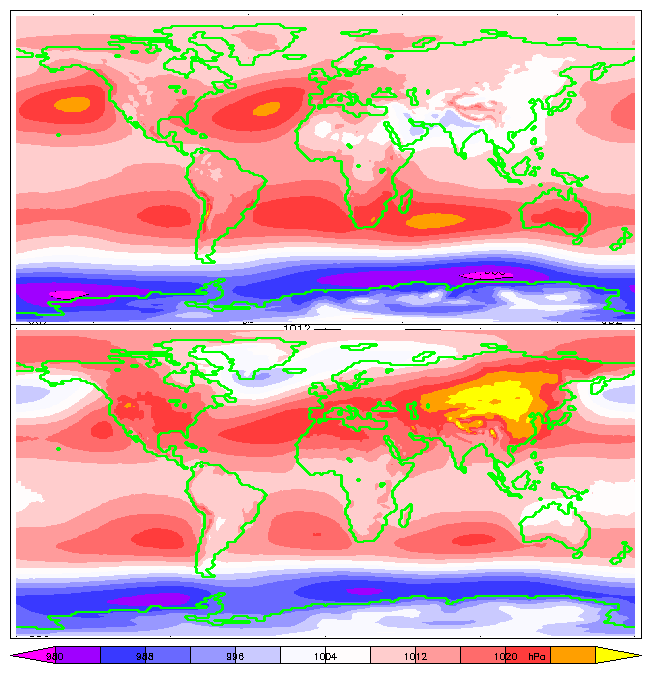
Pressão média ao nível do mar em Junho-Julho-Agosto (em cima) e em Dezembro-Janeiro-Fevereiro (em baixo)

Pressão atmosférica (ou pressão barométrica) é a pressão exercida pela atmosfera sobre a superfície. A pressão é a força exercida por unidade de área, neste caso a força exercida pelo ar em um determinado ponto da superfície. Se a força exercida pelo ar aumenta em um determinado ponto, consequentemente a pressão também aumentará. A pressão atmosférica é medida por meio de um equipamento conhecido como barômetro. Essas diferenças de pressão têm uma origem térmica estando diretamente relacionadas com a radiação solar e os processos de aquecimento das massas de ar. Formam-se a partir de influências naturais, como: continentalidade, maritimidade, latitude, altitude etc. As unidades utilizadas são: polegada ou milímetros de mercúrio (mmHg), quilopascal (kPa), atmosfera (atm), milibar (mbar) e hectopascal (hPa), sendo as três últimas, as mais utilizadas no meio científico.
Outra unidade utilizada para se medir a pressão é a psi (pounds per square inch) que em português vem a ser libra-força por polegada quadrada (lbf/pol²). Embora comum para medir pressão de pneumáticos e de equipamentos industriais a lbf/pol² é raramente usada para medir a pressão atmosférica. Embora o ar seja extremamente leve, não é desprovido de peso. Cada pessoa tem em média uma superfície do corpo aproximadamente igual a 1 metro quadrado, quando adulto. Sabendo que ao nível do mar a pressão atmosférica é da ordem de 1 atm (definida como 101 325 Pa, ou ainda 1 013,25 hPa=mbar), isso significa dizer que, neste local, uma pessoa suportaria uma força de cerca de 100 000 N relativo à pressão atmosférica. Porém, não sente nada, nem é esmagada por esta força. Isto acontece devido à presença do ar que está contido no corpo e ao equilíbrio entre a pressão que atua de fora para dentro e de dentro para fora do corpo. Qualquer variação na pressão externa se transmite integralmente a todo o corpo, atuando de dentro para fora, de acordo com o Princípio de Pascal.
O peso normal do ar ao nível do mar é de 1 kgf/cm². Porém, a pressão atmosférica diminui com o aumento da altitude. A 3 000 metros, é cerca de 0,7 kgf/cm². A 8 840 metros, a pressão é de  0,3 kgf/cm².

## Conversão entre unidades
- 1 atm = 1,01325 × 105 Pa (Pascal)
- 1 atm = 1 013,25 hPa (Hectopascal)
- 1 atm = 1,033 kgf/cm² (Quilograma-força por centímetro  quadrado)
- 1 atm = 1,01325 bar
- 1 atm = 14,6959487755 psi (libra por polegada quadrada)
- 1 atm = 760 mmHg (milímetro de mercúrio)
- 1 atm = 29,92126 polHg (polegada de mercúrio)
- 1 atm = 10,33931 (metro de coluna de água - mH20)

## Registros
A maior pressão barométrica ajustada ao nível do mar já registrada na Terra (acima de 750 metros) foi de 1 084,8 hPa (32,03 inHg) medida em Tosontsengel, Mongólia, em 19 de dezembro de 2001. A maior pressão barométrica ajustada ao nível do mar já registrada (abaixo de 750 metros) foi em Agata em Evenk Autonomous Okrug, Rússia (66°53' N, 93°28' E, elevação: 261 m, 856 pés) em 31 de dezembro de 1968 de 1 083,8 hPa (32,005 inHg). A discriminação deve-se aos pressupostos problemáticos (assumindo uma taxa de lapso padrão) associados à redução do nível do mar a partir de altitudes elevadas.
O Mar Morto, o lugar mais baixo da Terra, a 430 metros (1 410 pés) abaixo do nível do mar, tem uma pressão atmosférica típica correspondentemente alta de 1 065 hPa. Um recorde de pressão superficial abaixo do nível do mar de 1 081,8 hPa (31,95 inHg) foi estabelecido em 21 de fevereiro de 1961.
A menor pressão atmosférica não tornádica já medida foi de 870 hPa (0,858 atm; 25,69 inHg), estabelecida em 12 de outubro de 1979, durante o Tufão Tip no oeste do Oceano Pacífico. A medição foi baseada em uma observação instrumental feita a partir de uma aeronave de reconhecimento.

## Medição baseada na profundidade da água
Uma atmosfera (101,325 kPa ou 14,7 psi) é também a pressão causada pelo peso de uma coluna de água doce de aproximadamente 10,3 m (33,8 pés). Assim, um mergulhador de 10,3 m debaixo d'água experimenta uma pressão de cerca de 2 atmosferas (1 atm de ar mais 1 atm de água). Por outro lado, 10,3 m é a altura máxima para a qual a água pode ser elevada usando sucção sob condições atmosféricas padrão.
Baixas pressões, como linhas de gás natural, às vezes são especificadas em polegadas de água, normalmente escritas como medidor w.c. (coluna de água) ou medidor w.g. (polegadas de água). Um aparelho residencial típico que usa gás nos EUA é avaliado para um máximo de 1⁄2 psi (3,4 kPa; 34 mbar), que é aproximadamente 14 w.g. Unidades métricas semelhantes com uma grande variedade de nomes e notação com base em milímetros, centímetros ou metros são agora menos comumente usadas.

## Ponto de ebulição dos líquidos
A água pura ferve a 100 °C (212 °F) à pressão atmosférica padrão da Terra. O ponto de ebulição é a temperatura na qual a pressão de vapor é igual à pressão atmosférica em torno do líquido.  Devido a isso, o ponto de ebulição dos líquidos é menor em pressão mais baixa e maior em pressão mais alta. Cozinhar em altas altitudes, portanto, requer ajustes nas receitas ou cozimento sob pressão. Uma aproximação aproximada da elevação pode ser obtida medindo-se a temperatura em que a água ferve; Em meados do século 19, esse método foi usado por exploradores.  Por outro lado, se se deseja evaporar um líquido a uma temperatura mais baixa, por exemplo, na destilação, a pressão atmosférica pode ser reduzida usando uma bomba de vácuo, como em um evaporador rotativo.

## Medição e mapas
Uma aplicação importante do conhecimento de que a pressão atmosférica varia diretamente com a altitude foi na determinação da altura de colinas e montanhas, graças a dispositivos confiáveis de medição de pressão. Em 1774, Maskelyne estava confirmando a teoria de Newton da gravitação na e sobre a montanha Schiehallion, na Escócia, e ele precisava medir as elevações nos lados da montanha com precisão. William Roy, usando pressão barométrica, foi capaz de confirmar as determinações de altura de Maskelyne, sendo a concordância estar dentro de um metro (3,28 pés). Este método tornou-se e continua a ser útil para o trabalho de levantamento e elaboração de mapas.

### Experimentos
- Movies on atmospheric pressure experiments from Georgia State University's HyperPhysics website – requires QuickTime
- Test showing a can being crushed after boiling water inside it, then moving it into a tub of ice-cold water. (em inglês)